# Tenreiro Aranha
Bento de Figueiredo Tenreiro Aranha (Vila Barcelos, 4 de setembro de 1769 – Belém, 11 de novembro de 1811) foi um escritor brasileiro. Seu neto de mesmo nome, foi um dos sócio-fundadores do Instituto Histórico e Geográfico do Pará em 1900.

## Biografia
Tenreiro Aranha nasceu na Capitania de São José do Rio Negro, atual estado do Amazonas, na época pertencente ao Grão-Pará, nove anos após a fundação do distrito por Francisco Xavier de Mendonça Furtado, foi filho de Raimundo de Figueiredo Tenreiro e Teresa Joaquina Aranha. Seus pais faleceram deixando-o ainda pequeno sob a tutela de um amigo da família que obrigou o órfão a trabalhar no campo. Quando estava entrando na adolescência, buscou apoio de seu padrinho, o Arcipreste e Vigário-geral Monsenhor José Monteiro de Noronha, que o enviou para estudar no convento de Santo Antônio, onde completou os estudos preparatórios.
Na idade de dezenove anos, se casou com a jovem Rosalina Espinoza. Foi diretor da aldeia dos índios de Oeiras e, em seguida, funcionário da Alfândega do Grão-Pará e admitido na Mesa Grande. Da produção do poeta, pouco foi salvo e pouco é conhecido. Dois incidentes resultaram na perda da maioria dos seus trabalhos. A primeira ocorreu em 1832: seu filho, João Batista, quando se tornou presidente da província do Amazonas, havia perdido uma bagagem num naufrágio em Icoaraci, extraviando assim uma coleção de originais do poeta; no segundo, em 1835, os escritos que estavam em sua casa em Belém foram saqueados por tropas repressivas que destruíram os manuscritos preciosos.
O que foi salvo foi coletado em um volume póstumo nas Obras literárias de Bento de Figueiredo Tenreiro Aranha, publicado em 1850, 39 anos após sua morte, e tendo sua segunda edição em 1899, que inclui: idílios, dramas, oratórios, odes e cantatas em português e na língua geral amazônica.
Segundo Silvio Romero, o caráter nacionalista da poesia de Tenreiro Aranha reside no fato dele ter trazido dos índios brasileiros algumas de suas produções. Já Haroldo Paranhos critica veemente o modo como o poeta amazônico tratou os nativos em sua ode dedicada a Manuel da Gama Lôbo d'Almada, governador da Capitania de São José do Rio Negro.

## Obras de Tenreiro Aranha
Poucas obras de Tenreiro Aranha chegaram aos nossos dias, o que chegou tornou-se de grande importância para compreendermos seu trabalho. Entre as obras que chegaram estão:
- Oração ou Breve discurso
- Ode Pindarica
- Ode a Manuel da Gama Lôbo d'Almada
- Drama pela fundação da casa para depósito de pólvora no rio Aurá, perto da Cidade do Pará
- Os pastores do Amazonas, drama pastoril
- A felicidade no Brasil, drama em hum só acto
- Melizo, Idyllio